# Lou Jacobs

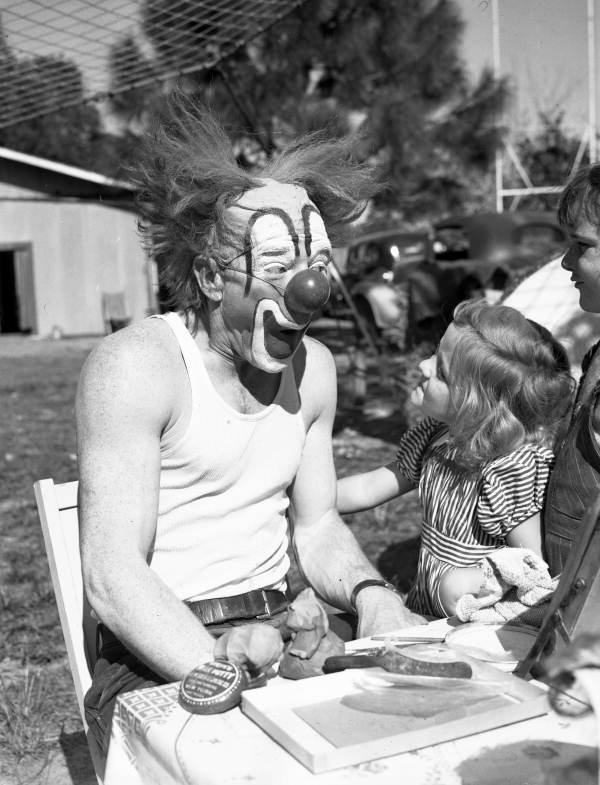
Lou Jacobs 1941 in Sarasota

Lou Jacobs (* 1. Januar 1903 in Bremerhaven; † 13. September 1992 in Sarasota, USA, eigentlich Johann Ludwig Jakob) war ein US-amerikanischer Clown und  Entertainer deutsch-jüdischer Herkunft.

## Leben
Jacobs wurde 1903 in Bremerhaven geboren und sammelte bereits als Kind Bühnenerfahrung. 1923 wanderte er in die Vereinigten Staaten aus, wo er in den New Yorker Vaudeville-Shows unter dem Namen Lou Jacobs auftrat. 1925 heuerte er beim Ringling Bros. and Barnum & Bailey Circus an, dem er bis 1985 angehörte. 1948 spielte er für Kinder, die die Konzentrationslager der Nationalsozialisten überlebt hatten. 1952 hatte Jacobs einen Cameo-Auftritt in Cecil B. DeMilles The Greatest Show on Earth mit James Stewart. 1953 heiratete er Jean Rockwell, aus der Ehe gingen zwei Töchter hervor. 1966 wurde Jacobs mit einer Briefmarke in den USA geehrt. 
In den 1970ern war Jacobs einer der Gründer des Ringling Bros. and Barnum & Bailey Clown College, an dem er bis 1991 die Meisterklasse unterrichtete. 
1987 erhielt er den Ringling Bros. and Barnum & Bailey Circus Lifetime Achievement Award. Ein Jahr später wurde sein Stern in der Sarasota's Circus Ring of Fame enthüllt. 1989 wurde Jacobs in die Circus Hall of Fame in Peru, Indiana, und die Clown Hall of Fame in Delavan, Wisconsin aufgenommen. Weiterhin wurde er auf dem Internationalen Circus Festival in Monte Carlo geehrt. 
Jacobs starb 1992 im Alter von 89 Jahren in Sarasota, Florida, an Herzversagen.